# Сюзанн Ґрейнджер
Сюзанн Ґрейнджер (англ. Susanne Grainger; нар. 30 грудня 1990) — канадська веслувальниця, олімпійська чемпіонка 2020 року.

## Виступи на Олімпіадах
| Олімпіада           | Дисципліна | Місце |
| ------------------- | ---------- | ----- |
| Ріо-де-Жанейро 2016 | вісімки    | 5     |
| Токіо 2020          | вісімки    | 1     |

## Зовнішні посилання
- Сюзанн Ґрейнджер — олімпійська статистика на сайті Sports-Reference.com (англ.) (архівна версія)
- Сюзанн Ґрейнджер на сайті FISA.

1. 1 2  Susanne Grainger
2. ↑  Susanne Grainger
3. 1 2  Olympedia — 2006.